# Лемилица
Лемилица је врста алата која служи за топљење неког лако топљивог метала у сврху спајања. Лемилице се највише користе за инсталацију, поправке или производњу у ограниченим количинама. Производња у великим количинама користи друге методе.

## Врсте лемилица
Лемилице се деле према могућностима за фино лемљење као и технологији и пратећим могућностима које поседујуе.

### Класичне лемилице
Ове лемилице се састоје од металног врха који може да достигне одговарајућу температуру и дршке. Дршка се најчешће прави од неке врсте пластике која има изразиту термичку изолацију. Снаге оваквих лемилица су најчешће између 15 и 35 W.

### Батеријске лемилице
Ове лемилице су врло сличне претходним. Основна разлика је што имају батеријски извор напајања па имају веома ограничену примену. Овде се могу додати и лемилице које температуру добија сагоревањем неког гаса као што је бутан и сл. Оне се често налазе и под именом гасне лемилице.

### Лемилице са регулацијом температуре
За разлику од обичних лемилица ова врста поседује и регулатор температуре. Ово је веома битно због тога што електронске компоненте нису подједнако осетљиве на температуре. Ове лемилице као регулатор температуре могу да користе термостат. Овакве лемилице се врло често праве у облику пиштоља и као "окидач" је постављен прекидач којим се топлотни врх укључује само у моменту коришћења.

### Радне станице за лемљење
Станице за лемљење поред штапа за лемљење поседују и базу на којој се подешава температура. Такође, најчешће се поред поред базе налази и сталак на коме се може ставити врео врх од лемилице. Због могућности за фино подешавање температуре ове лемилице се косристе у високо професионалним сервисима електричних уређаја. Станице могу често да имају и тзв. дуваљке односно врсту лемилица која користи топао ваздух како би залемили компоненуту на штампано коло. ово је нарочито погодно за електронске компоненте са површинским контактом.

## Произвођачи
Најпознатији произвођачи лемилица и опреме за лемљење су: Велер, Ерса, Велеман а данас се појављују многи други произвођачи пре свега са далеког истока. Због велике присутносто Велер лемилица на нашим просторима често се одомаћио израз велерица.